# НХЛ у сезоні 1958—1959
НХЛ у сезоні 1958/1959 — 42-й регулярний чемпіонат НХЛ. Сезон стартував 8 жовтня 1958. Закінчився фінальним матчем Кубка Стенлі 18 квітня 1959 між Монреаль Канадієнс та Торонто Мейпл-Ліфс перемогою «Канадієнс» 5:3 в матчі та 4:1 в серії. Це одинадцята перемога в Кубку Стенлі Монреаля.

## Матч усіх зірок НХЛ
12-й матч усіх зірок НХЛ пройшов 4 жовтня 1958 року в Монреалі: Монреаль Канадієнс — Усі Зірки 6:3 (2:0, 2:1, 2:2).

## Підсумкова турнірна таблиця
| # | Команда            | І  | В  | П  | Н  | ШЗ  | ШП  | Очки |
| - | ------------------ | -- | -- | -- | -- | --- | --- | ---- |
| 1 | Монреаль Канадієнс | 70 | 39 | 18 | 13 | 258 | 158 | 91   |
| 2 | Бостон Брюїнс      | 70 | 32 | 29 | 9  | 205 | 215 | 73   |
| 3 | Чикаго Блек Гокс   | 70 | 28 | 29 | 13 | 197 | 208 | 69   |
| 4 | Торонто Мейпл-Ліфс | 70 | 27 | 32 | 11 | 189 | 201 | 65   |
| 5 | Нью-Йорк Рейнджерс | 70 | 26 | 32 | 12 | 201 | 217 | 64   |
| 6 | Детройт Ред-Вінгс  | 70 | 25 | 37 | 8  | 167 | 218 | 58   |

## Найкращі бомбардири
| Гравець         | Команда            | І  | Г  | П  | О  | ШХ |
| --------------- | ------------------ | -- | -- | -- | -- | -- |
| Дікі Мур        | Монреаль Канадієнс | 70 | 41 | 55 | 96 | 61 |
| Жан Беліво      | Монреаль Канадієнс | 64 | 45 | 46 | 91 | 67 |
| Енді Бетгейт    | Нью-Йорк Рейнджерс | 70 | 40 | 48 | 88 | 48 |
| Горді Хоу       | Детройт Ред-Вінгс  | 70 | 32 | 46 | 78 | 57 |
| Ед Літценбергер | Чикаго Блек Гокс   | 70 | 33 | 44 | 77 | 37 |

## Плей-оф

### Півфінали
| - 24 березня. Монреаль - Чикаго 4:2 - 26 березня. Монреаль - Чикаго 5:1 - 28 березня. Чикаго - Монреаль 4:2 - 31 березня. Чикаго - Монреаль 3:1 - 2 квітня. Монреаль - Чикаго 4:2 - 4 квітня. Чикаго - Монреаль 4:5 Серія: Монреаль - Чикаго 4-2 | - 24 березня. Бостон - Торонто 5:1 - 26 березня. Бостон - Торонто 4:2 - 28 березня. Торонто - Бостон 3:2 ОТ - 31 березня. Торонто - Бостон 3:2 ОТ - 2 квітня. Бостон - Торонто 1:4 - 4 квітня. Торонто - Бостон 4:5 - 7 квітня. Бостон - Торонто 2:3 Серія: Бостон - Торонто 3-4 |

### Фінал
- 9 квітня. Монреаль - Торонто 5:3
- 11 квітня. Монреаль - Торонто 3:1
- 14 квітня. Торонто - Монреаль 3:2 ОТ
- 16 квітня. Торонто - Монреаль 2:3
- 18 квітня. Монреаль - Торонто 5:3

Серія: Монреаль - Торонто 4-1

## Призи та нагороди сезону
| Нагороди                 | Гравець          | Команда            |
| ------------------------ | ---------------- | ------------------ |
| Пам'ятний трофей Колдера | Ральф Бекстром   | Монреаль Канадієнс |
| Трофей Арта Росса        | Дікі Мур         | Монреаль Канадієнс |
| Пам'ятний трофей Гарта   | Енді Бетгейт     | Нью-Йорк Рейнджерс |
| Приз Джеймса Норріса     | Том Джонсон      | Монреаль Канадієнс |
| Приз Леді Бінг           | Алекс Дельвеккіо | Детройт Ред-Вінгс  |
| Трофей Везини            | Жак Плант        | Монреаль Канадієнс |

| Нагорода               | Клуб               |
| ---------------------- | ------------------ |
| Приз принца Уельського | Монреаль Канадієнс |
| Кубок Стенлі           | Монреаль Канадієнс |

## Команда всіх зірок
| Перша команда                    | Позиція              | Друга команда                       |
| -------------------------------- | -------------------- | ----------------------------------- |
| Жак Плант, Монреаль Канадієнс    | Воротар              | Террі Савчук, Детройт Ред-Вінгс     |
| Том Джонсон, Монреаль Канадієнс  | Захисник             | Марсель Проново, Детройт Ред-Вінгс  |
| Білл Гедсбі, Нью-Йорк Рейнджерс  | Захисник             | Дуг Гарві, Монреаль Канадієнс       |
| Жан Беліво, Монреаль Канадієнс   | Центральний нападник | Анрі Рішар, Монреаль Канадієнс      |
| Енді Бетгейт, Нью-Йорк Рейнджерс | Правий нападник      | Горді Хоу, Детройт Ред-Вінгс        |
| Дікі Мур, Монреаль Канадієнс     | Лівий нападник       | Алекс Дельвеккіо, Детройт Ред-Вінгс |

## Дебютували
- Стен Микита, Чикаго Блек Гокс
- Джон Маккензі, Чикаго Блек Гокс

## Завершили виступи
- Ерл Рейбел, Бостон Брюїнс
- Реал Чеврефільс, Бостон Брюїнс
- Денні Левицький, Чикаго Блек Гокс
- Гас Мортсон, Детройт Ред-Вінгс
- Кен Мосделл, Монреаль Канадієнс
- Воллі Гергесгаймер, Нью-Йорк Рейнджерс